# فرودگاه آرمسترانگ
فرودگاه آرمسترانگ (به انگلیسی: Armstrong Airport) یک فرودگاه همگانی با کد یاتا YYW است که یک باند فرود آسفالت دارد و طول باند آن ۱۲۱۹ متر است. این فرودگاه در کشور کانادا قرار دارد و در ارتفاع ۳۲۲ متری از سطح دریا واقع شده‌است.